# Wapen van Akkerwoude

Wapen van Akkerwoude

Het wapen van Akkerwoude is het wapen van het voormalige Nederlandse dorp Akkerwoude, in de Friese gemeente Dantumadeel. Het wapen werd in 1999 geregistreerd als wapen van de Vereniging van Dorpsbelangen wijk Akkerwoude daar Akkerwoude niet de dorpsstatus heeft.

## Beschrijving
De blazoenering van het wapen luidt als volgt:
yn goud in ferhege griene skyldfoet, belein mei in goudene opbûgde skyldfoet, oerlein mei twa lizzende rogge-ieren, de boppeste mei de stal nei lofts, de ûnderste mei de stal nei rjochts; yn it goud steande op de snijline trije reade boargen, iepene en ferlichte fan it fjild, de rjochter boarch toppe troch in grien elzeblêd.
De Nederlandse vertaling luidt als volgt:
in goud een verhoogde groene schildvoet, belegd met een gouden opgebogen schildvoet, overlegd met twee liggende rogge-aren, de bovenste met de steel naar links, de onderste met de steel naar rechts; in het goud staande op de snijlijn drie rode burchten, geopend en verlicht van het veld, de rechter burcht getopt door een groen elzenblad.
De heraldische kleuren zijn: goud (goud), sinopel (groen) en keel (rood).

## Symboliek

Drie burchten: staan voor de drie dorpskernen van Damwoude: Akkerwoude, Murmerwoude en Dantumawoude.
- Elzenblad: geeft aan dat Akkerwoude de meest westelijk gelegen kern van de drie is. Daarbij duidt het op het deel "woude" van de plaatsnaam.[2]
- Gouden schildvoet: symbool voor de dekzandrug waar het dorp op gelegen is.[2]
- Rogge-aren: verwijzen naar de landbouw.[2]